# Амбіцький Юрій Іванович
Ю́рій Іва́нович Амбі́цький  (нар. 13 січня 1927, Прусік — пом. 18 липня 2000, Львів) — український різьбяр, скульптор; член Спілки радянських художників України з 1961 року. Старший брат різьбяра Мирона Амбіцького.

## Біографія
Народився 13 січня 1927 року в селі Прусіку (нині Сяноцького повіту Підкарпатського воєводства Польщі). Походив із династії лемківських народних різьбярів. З 1945 року жив в Україні.
Упродовж 1946—1957 років навчався у Львівському училищі прикладного мистецтва у Івана Севери. Дипломна робота — меморіальна дошка Устиму Кармалюку (керівник Олена Телишева), встановлена у Кам'янці-Подільському на Папській вежі Старої фортеці 18 квітня 1958 року . З 1957 року — художник-монументаліст Львівського художньо-виробничого комбінату; одночасно протягом 1958—1963 років викладав у середній школі у Львові.
1965 року закінчив Львівський інститут декоративного та прикладного мистецтва, де навчався у Тараса Порожняка, Юрія Лащука, Михайла Курилича, Івана Якуніна, Ярослава Ульгурського. Дипломна робота — декоративні скульптури малих форм «Гуцульська сюїта» та «Львів'янка» у кераміці (керівник Михайло Гладкий, оцінка — відмінно).
Жив у Львові в будинку на вулиці Тернопільській, № 1 а, квартира № 26. Помер у Львові 18 липня 2000 року. Похований у Львові.

## Творчість
Працював у галузі станкової та монументальної пластики. Використовував дерево, ковану мідь, камінь, метал, гальваніку, кераміку. Поєднував традиції лемківської різьби та сучасної львівської скульптурної школи. Разом із братом створив скульптури:
- «На водопій» (1960);
- «Колгоспні змагання» (1960);
- горельєф «Гайдамаки» (1961, за мотивами поеми Тараса Шевчека «Гайдамаки»);
- «Естафета миру» (1962);
- «Будьонівці під Львовом» (1962);
- «Було колись на Вкраїні» (1964; Національний музей Тараса Шевченка);
- декоративне панно «Діти різних народів» (1966);
- «Нащадки Довбуша» (1967);
- декоративна пластина «Тачанка» (1968);
- «Голова гуцула» (1968);
- «Опришки» (1970);
- «Поліська легенда» (1971);
- плакета «Пам'ятка львівської архітектури» (не пізніше 1974)[5];
- «За владу Рад», барельєф (не пізніше 1974)[6];
- «С. Марченко», медаль (не пізніше 1974)[7];
- «Танок» (1975, дерево, 145×90×65)[8];
- «Заслужені артистки УРСР сестри Байко» (1975, мідь, гальванопластика, 100×66×32, співавтор Василь Одрехівський)[9];
- скульптурні портрети Тараса Шевченка, Івана Франка (обидва — 1975);
- «Карпатський рейд» (1975, дерево, 85×200×35),[10];
- «Портрет Героя Радянського Союзу П. Дяченка» (1975, гальванопластика, 50×30×30)[8];
- «На світанку сина проводжала мати» (1977, дерево, 80×80×35)[11];
- «Лілея» (1977);
- «Пісня» (1979, дерево, 100×66×30)[8];
- «Золота осінь» (1979);
- «Весна» (1982, тонований гіпс, 80×60×30)[12];
- ажурний рельєф «За життя»  (1982, тонований гіпс, 70×90×15)[13];
- «Журавлі» (1984);
- «Весна 45-го» (1985);
- «Нескорений» (1985, дерево, 90×60×70)[14];
- «У батьковій кузні» (1986, тонований гіпс, 80×50×37)[15];
- «Танок» (1986);
- «Портрет Тараса Шевченка» (1988);
- «Материнство» (1988);
- «Господар рідних гір» (1988);
- «Газда» (1989);
- «Юрій Змієборець» (1998);
- «Архангел Михаїл» (1998);
- «Молитва» (1999);
- «Мольфар» (1999);
- «Доля» (1999);

монументальна скульптура
- меморіальна дошка у Кам'янці-Подільському (вулиця Шевченка, № 33), присвячена перебуванню у місті у 1923—1939 роках двічі Червонопрапорного прикордонного загону (квітень 1958, не збереглася);
- пам'ятний знак депутатові Верховної Ради СРСР Ганні Гоголь у селі Черче Івано-Франківської області (1979, співавтор Мирон Амбіцький, архітектор Володимир Блюсюк)[16];
- пам'ятник Тарасові Шевченку в селі Фразі Рогатинського району Івано-Франківської області;
- погруддя Іванові Франку в селі Залукві Рогатинського району Івано-Франківської області;
- скульптурне оформлення фірмового магазину і кафетерія «Карпаты» в Ростові-на-Дону[17].

Брав участь у обласних, всеукраїнських, всесоюзних, зарубіжних  виставках з 1957 року, зокрема у республіканських і всеукраїнській у Києві у 1961, 1964, 1999 роках; виставках «Українське народне декоративне мистецтво»: у Франції у 1957 році, Угорщині і Німеччині у 1965 році, Канаді у 1967 році. У 1962 році отримав 2-гу премію на республіканському конкурсі сувенірів.
Крім вище згаданого музею, роботи збергігаються у Національному музеї українського народного декоративного мистецтва у Києві, Канівському музеї Тараса Шевченка, Харківському етнографічному музеї, Національному музеї та Музеї етнографії у Львові. Близько 20 творів братів придбало Міністерство культури України.